# Het Hooghuis Heesch
Locatie Heesch van christelijke scholengemeenschap Het Hooghuis is een school voor vmbo in de Noord-Brabantse plaats Heesch. Het Hooghuis locatie Heesch ligt vlak bij het centrum van Heesch. De school heeft in het schooljaar 2015-2016 530 leerlingen die nagenoeg al hun les krijgen via computers van ongeveer 40 medewerkers.

## Geschiedenis
De school werd in 1958 opgericht door het kerkbestuur van de parochie “St. Petrus Banden” (destijds het schoolbestuur) en het gemeentebestuur. Deze St. Antonius-ULO (later -MAVO) bestond tot 1994. Daarna heette de school tot 2000 het Carmel College Heesch. Vanaf 2000 heette de school Hooghuis Lyceum Heesch en vanaf 2008 wordt de huidige naam Het Hooghuis locatie Heesch gevoerd.